# Schnackenmühle (Gunzenhausen)
Schnackenmühle ist ein Gemeindeteil der Stadt Gunzenhausen im Landkreis Weißenburg-Gunzenhausen (Mittelfranken, Bayern). Schnackenmühle liegt in der Gemarkung Laubenzedel.

## Geographische Lage
Die Einöde liegt im Fränkischen Seenland, je zwei bis drei Kilometer nördlich des Ortsrandes von Gunzenhausen und östlich des Altmühlsees, direkt am 6 Hektar großen Schnackenweiher.

## Geschichte
Die Mühle ist urkundlich erstmals 1602 als Wildenmühle erwähnt. In der Urkunde verglich sich Johann Rieter zu Kornburg und Kalbensteinberg mit der Stadt Gunzenhausen wegen eines Lehens bei der Wildenmühle; er überließ es gegen eine gewisse Summe Geldes der Stadt. Dieser alte Ortsname wird gedeutet als Zu der wilden Mühle – also einer öden, einsamen, unheimlichen, verwahrlosten, verwilderten o. ä. Mühle – wie auch als Mühle eines Wild – nämlich eines Erbauers oder Besitzers mit solchem Namen. Im Dreißigjährigen Krieg brannte die Mühle 1633 ab, 1661 wurde sie wiederaufgebaut. 1667 ist in einer Verkaufsurkunde von der Wilden- oder Schnackhenmühl die Rede. Eine eindeutige Klärung des neuen Namens ist nicht möglich. Die Mühle könnte zeitweise einem Schnak(e) – also einer kleinen, schwächlichen Person – gehört haben. Oder sie könnte an einem schnakenreichen Bach gestanden haben; jedoch ist nicht überliefert, dass der dem Weiher entfließende Laubenzedler Mühlbach je Schna(c)kenbach geheißen hätte. Für 1732 wird berichtet, dass die Schnacken Mühl dem brandenburgisch-markgräflichen Vogtamt Gunzenhausen vogtbar und dem markgräflichen Kastenamt Gunzenhausen steuerbar war und zur protestantischen Pfarrei Laubenzedel gehörte, wohin der Zehnt geleistet werden musste. Auch am Ende des Heiligen Römischen Reichs unterstand die Mühle mit ihrem einzigen Untertan dem ehemaligen ansbachischen, seit 1792 brandenburg-preußischen Amt Gunzenhausen.
1806 kam die Schnackenmühle mit Laubenzedel an das Königreich Bayern, wo sie 1808 dem Steuerdistrikt Laubenzedel im Landgericht/Rentamt Gunzenhausen einverleibt wurde. 1810 wurde dieser Steuerdistrikt in eine Ruralgemeinde umgewandelt, die auch beim nächsten Gemeindeedikt 1818 so bestehen blieb. 1824 wurden Schlungenhof und Büchelberg als selbständige Gemeinden abgetrennt. Die restliche Gemeinde Laubenzedel mit Schnackenmühle und Sinderlach bestand dann bis zur Gebietsreform in Bayern 1971 im neuen Gebietsumfang fort. 1862 gehörte die Gemeinde zum Bezirksamt Gunzenhausen, dem späteren Landkreis Gunzenhausen. Am 1. April 1971 verlor sie durch Eingemeindung nach Gunzenhausen ihre Selbständigkeit. Am 1. Juli 1972 kam die Stadt Gunzenhausen mit der Schnackenmühle aus dem bisherigen Landkreis Gunzenhausen in den größeren neuen Landkreis Weißenburg-Gunzenhausen.
Heute gibt es in Schnackenmühle einen Landgasthof mit Hotelbetrieb, eine Pension, ein Angelsportzentrum, einen Campingplatz und einige weitere Unternehmen.

### Einwohnerentwicklung
- 1818: 7 Einwohner[8]
- 1824: 12 Einwohner, 1 Anwesen[8]
- 1832: 7 Einwohner[11]
- 1867: 16 Einwohner in 10 Gebäuden[12]
- 1950: 21 Einwohner in 2 Gebäuden[8]
- 1961: 17 Einwohner in 2 Wohngebäuden[13]

## Baudenkmäler
- 1806 wurde das Wohnhaus der Mühle neu gebaut. Es handelt sich um ein zweigeschossiges Gebäude mit Halbwalmdach.[14]